# Liste der preußischen Orden und Ehrenzeichen

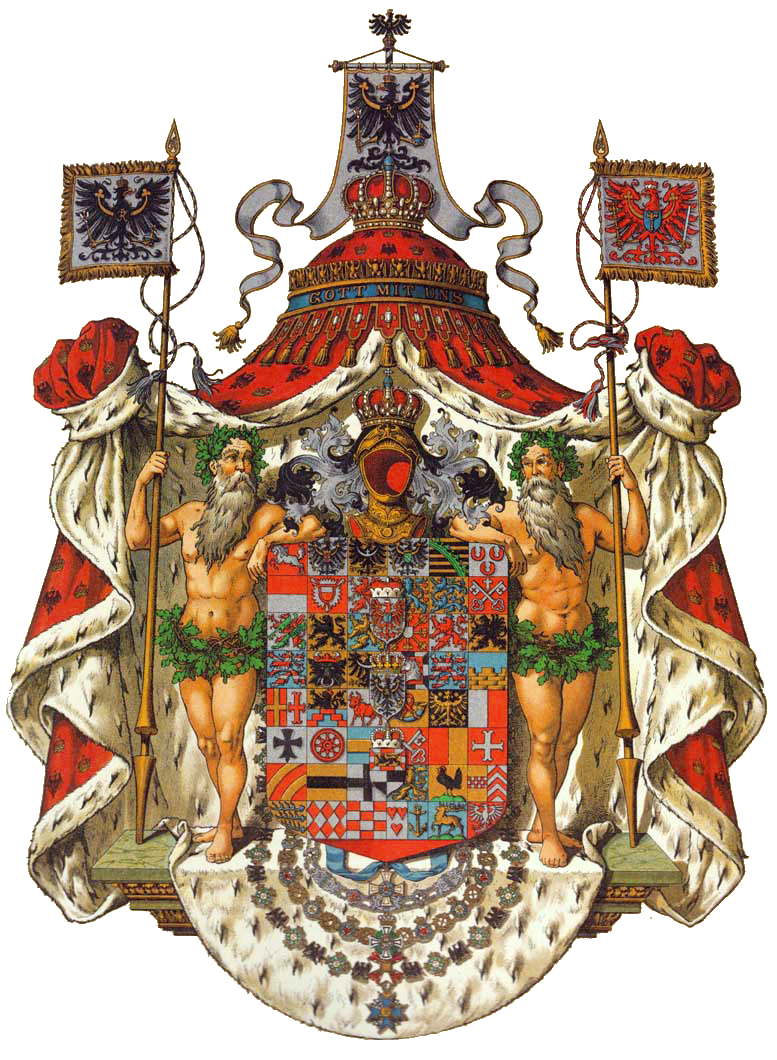
Großes Wappen Preußens, umhangen mit den Collanen des Schwarzen und des Roten Adlerordens, des Königlichen Hausordens von Hohenzollern und dem Band des Kronenordens (von unten nach oben)

Diese Liste der preußischen Orden und Ehrenzeichen umfasst alle vom Königreich Preußen verliehenen Orden und Ehrenzeichen. Die Liste endet 1918, da der Freistaat Preußen keine Orden verlieh.
- De la Générosité (1667)
- Schwarzer Adlerorden (1701)
- Pour le Mérite (1740)
- Medaille für Rettung Schiffbrüchiger (1782)
- Roter Adlerorden (1792)
- Militärehrenzeichen (1793)
- Medaille für Untertanentreue (1795)
- Allgemeines Ehrenzeichen (1810)
- Königlich Preußischer St. Johanniter-Orden (1811)
- Kriegsdenkmünze für 1813/15 (1813)
- Eisernes Kreuz (1813)
- Louisenorden (1814)
- Neufchateler Erinnerungsmedaille (1833)
- Rettungsmedaille am Band (1833)
- Krieger-Verdienstmedaille (1835)
- Hohenzollern Denkmünze für Kämpfer 1848–1849
- Königlicher Hausorden von Hohenzollern (1851)
- Johanniterorden (1538/1852)
- Königlicher Kronen-Orden (Preußen) (1861)
- Krönungsmedaille (1862)
- Erinnerungsdenkmünze von 1863
- Kriegsdenkmünze für 1864
- Alsenkreuz (1864)
- Düppeler Sturmkreuz (1864)
- Erinnerungskreuz für 1866
- Medaille Arbeit für das Vaterland (1870)
- Verdienstkreuz für Frauen und Jungfrauen (1871)
- Erinnerungsmedaille von Kaiser Wilhelm (1878), die nicht tragbar ist
- Medaille zur Erinnerung an die Golden Hochzeit (1879)
- Wilhelm-Orden (1896)
- Kaiser-Wilhelm-Erinnerungsmedaille (sog. „Centenarmedaille“) (1897)
- Rote Kreuz-Medaille (1898)
- Verdienstorden der Preußischen Krone (1901)
- Hannoversche Jubiläumsdenkmünze (1903)
- Kurhessische Jubiläumsdenkmünze (1903)
- Erinnerungszeichen zur Silbernen Hochzeit (1906)
- Frauen-Verdienstkreuz (1907)
- Ölberg-Kreuz (1909)
- Verdienstkreuz (1912)
- Kurhessische Jubiläums-Denkmünze (1913)
- Militär-Flugzeugführer-Abzeichen (1913)
- Abzeichen für Marine-Flugzeugführer auf Seeflugzeugen (1913)
- Abzeichen für Beobachter (1914)
- Verdienstkreuz für Kriegshilfe (1916)
- Verwundetenabzeichen (1918)
- U-Boot-Kriegsabzeichen (1918)
- Kreuz für treue Dienste
- Hebammen-Ehrenzeichen
- Ehrenzeichen für Verdienste um das Feuerlöschwesen
- Erinnerungszeichen für Bedienstete der Staatseisenbahnen
- Kaluga-Erinnerungsmedaille zum 25-jährigen Jubiläum